# 絲吻鰩
絲吻鰩（學名：Pseudoraja fischeri）是軟骨魚綱鳐目無鰭鰩科的一種，分布於中西大西洋區，從美國佛羅里達州與墨西哥灣南部到宏都拉斯海域，深度可達412公尺，具有同样的水平直的腰带主轴软骨，但腹鳍大而且没有缺刻。有尾鳍，尾部前端增厚。棲息在軟底質海域，為深海底棲性魚類，屬肉食性，卵生，生活習性不明。